# Brachylomia algens
Brachylomia algens är en fjärilsart som beskrevs av Augustus Radcliffe Grote 1878. Brachylomia algens ingår i släktet Brachylomia och familjen nattflyn. Inga underarter finns listade i Catalogue of Life.